# 日立市立泉丘中学校
日立市立泉丘中学校（ひたちしりついずみがおかちゅうがっこう）は、茨城県日立市水木町2-9-1にある日立市立中学校。

## 概要
泉丘中学校は、多賀中学校から分離した大沼中学校（現在の大沼小学校の位置に小・中学校が設置された）を前身とし、その後、現在地に泉丘中に改称したうえで開校した。1980年4月には、台原中学校を分離している。将来的には、河原子中学校、更に台原中学校との統合が検討されている。

## 沿革
- 1951年4月1日 - 多賀第二中学校として創立[6]。
- 1955年2月11日 - 日立市と多賀町が合併し、新日立市が誕生。日立市立大沼中学校と改称[6]。
- 1963年
  - 4月1日 - 日立市立泉丘中学校と改称[6]。
  - 5月26日 - 校旗・校歌・校章を制定[6]。
- 1980年4月1日 - 日立市立台原中学校を分離[6]。
- 2000年12月16日 - 新校舎落成[6][7]。
- 2008年12月21日 - 全国駅伝競走大会（女子）に出場[6]。
- 2009年10月24日 - 第40回ジュニアオリンピック 走り幅跳び出場 第6位[6][8]。
- 2010年12月22日 - 第18回全国中学校駅伝大会（男子）に出場 第8位[6][9]。
- 2011年12月18日 - 第19回全国中学校駅伝大会（男子の部）に出場[10]。
- 2014年8月20日 - 男子陸上、全国大会出場[6]。
- 2016年8月17日 - 男子剣道個人、全国大会出場[6]。
- 2017年8月24日 - 女子卓球個人、全国大会出場[6]。
- 2019年8月21日 - 女子卓球個人・団体、全国大会出場[6]。
- 2021年度 - 茨城県教育委員会保健体育課計画訪問、研究指定校に指定[11]。
- 2022年10月8日 - 吹奏楽部が第22回東日本学校吹奏楽大会で銀賞を受賞[12]。
- 2023年度 - 中学生の英語発信力向上事業に係る授業力アップサポート訪問校に指定[13]。

## 学校行事
（出典：）
- 4月
  - 始業式・入学式
  - 対面式
  - 全国学力学習状況調査
  - 家庭訪問
- 5月
  - 全国学力学習状況調査（英語・話すこと）
  - 体育祭
  - 創立記念日（5月16日）
  - 県北陸上
  - 生徒総会
  - 3年修学旅行
- 6月
  - 壮行会
  - 市総体
- 7月
  - 県北総体
  - 県総体
  - 吹奏楽コンクール県北地区大会
  - 救命救急講習
- 8月
  - 関東大会
  - 茨城県吹奏楽コンクール

- 9月
  - 始業式
  - 2年職場体験
  - 1年心豊かな体験学習
  - 部活動引き継ぎ・新人戦壮行会
  - 県北新人陸上
  - 県新人陸上
- 10月
  - 県北新人
  - 県北駅伝
  - 県新人
- 11月
  - いずみ祭
  - アンサンブルコンテスト県北地区大会
  - 茨城県民の日
- 12月
  - 関東駅伝
  - 終業式
  - 茨城県アンサンブルコンテスト

- 1月
  - 始業式
  - 学力診断のためのテスト
- 2月
  - 新入生体験学習・保護者説明会
  - 2年宿泊学習
  - 県立高校学力検査
- 3月
  - 3年生を送る会
  - 卒業証書授与式
  - 修了式

## 部活動
（出典：）

### 運動部
- 軟式野球部
- サッカー部
- 男子バレーボール部
- 女子バレーボール部
- 男子バスケットボール部
- 女子バスケットボール部
- 剣道部
- 柔道部
- 新体操部
- 男子卓球部
- 女子卓球部
- 男子ソフトテニス部
- 女子ソフトテニス部

### 文化部
- 美術部
- 吹奏楽部
- わくわく・パソコン部

## 通学区域
（出典：）
- 日立市大沼町1丁目（1から30番を除く）
- 日立市大みか町
  - 1丁目
  - 2丁目
  - 3丁目
  - 4丁目
  - 5丁目
  - 6丁目1から15番
  - 7丁目2・3番
- 日立市東大沼町
- 日立市東金沢町
  - 1丁目10から22番
  - 2丁目14から29番
  - 5丁目
- 日立市水木町
- 日立市森山町
  - 1丁目
  - 2丁目
  - 4丁目（1番25から32号以外）
  - 5丁目10・11番

## 進学前小学校
- 日立市立大沼小学校
- 日立市立大みか小学校
- 日立市立水木小学校

## 学区内の主な施設
- 大みか交流センター
- 大沼交流センター
- 古房地公園
- 東金沢体育館
- 森山浄水場
- 日立製作所臨海工場・大みか事業所・日立研究所
- 茨城キリスト教大学

## 制服
- 男子　
  - 冬服は標準的な学生服上下である。
  - 夏服はカッターシャツ、スラックスである。
- 女子　
  - 冬服はセーラー服上下である。
  - 夏服はブラウス、吊りスカートである。

## 交通
- 東日本旅客鉄道（JR東日本）常磐線 大甕駅より1.6 km。
- ひたちBRT 水木BRT駅より200 m。

## 関係者

### 出身者
- 吉野俊郎（元ラグビー日本代表） - サントリー[18]
- 鈴木隆行（プロサッカー選手） - ジェフユナイテッド市原・千葉、鹿島アントラーズ、水戸ホーリーホック
- 大原慎司（プロ野球選手） - 横浜DeNAベイスターズ